# 上條沙恵子
上條 沙恵子（かみじょう さえこ、1994年5月24日 - ）は、日本の声優、舞台女優。長野県出身。（株）スーパーエキセントリックシアター所属。

## 略歴
奈良教育大学教育学部卒業。大学生の頃に海外留学した際、フランス人から日本のアニメ作品を紹介されたことがきっかけでアニメ作品や声優業界について関心を持つようになった。2017年4月からは劇団スーパー・エキセントリック・シアター映画放送部に所属となった後、2019年のテレビアニメ『炎炎ノ消防隊』で声優としてデビューを果たし、レギュラー役の茉希尾瀬役を演じる。

## 人物
特技は空手、フランス語、歌、物真似。趣味はカラオケ、読書、散策。好きな食べ物にはきゅうりとお好み焼きを挙げ、血液型はB型としている。

## 出演
太字はメインキャラクター。

### テレビアニメ
- 炎炎ノ消防隊（2019年 - 2025年[5]、茉希尾瀬[6][7][8][9]） - 3シリーズ[一覧 1]
- 遊☆戯☆王SEVENS（2020年 - 2021年、上城大華〈タイガー〉[10]）
- 遊☆戯☆王ゴーラッシュ!!（2023年 - 2025年、上城大華〈タイガー〉、上城慧方子〈エポック〉）
- 外科医エリーゼ（2024年、店員、看護師B）

### ラジオドラマ
- 手をつないだまま さくらんぼの館で[2]（2019年、NHK-FM放送）
- 戦争の歌がきこえる（2021年、NHK-FM放送）[11]

### 吹き替え

#### 映画
- 海底47m 古代マヤの死の迷宮（2021年、ミア〈ソフィー・ネリッセ〉）[12]
- モキシー 〜私たちのムーブメント〜（2021年、ヴィヴィアン〈ハドリー・ロビンソン（英語版）〉）
- バイオハザード: ウェルカム・トゥ・ラクーンシティ（2022年）[13]
- 引き裂かれた心（2022年、ジョーダン・ワイルダー〈アビー・クイン〉）[14]
- ウーマン・キング 無敵の女戦士たち（2023年、ナウィ〈トゥソ・ムベドゥ〉[15]）

#### ドラマ
- ファスト・レイン（2019年、レイン・リード〈ソフィー・ポローノ〉）[16]
- TITANS/タイタンズ season2（2019年、ローズ・ウィルソン〈チェルシー・T・ザン〉）
- キャッスルロック: ミザリー 〜殺人へのシナリオ〜（2020年、ジョイ〈エルシー・フィッシャー〉）[17]
- FEAR STREET 1994 Part ONE（2021年、ヘザー〈マヤ・ホーク〉）[18]
- プリティ・リトル・ライヤーズ ORIGINAL SIN（2022年、マージョリー（少女期））[19]
- デッドボーイ探偵社（2024年、クリスタル〈カシウス・ネルソン〉）[20]

#### アニメ
- モンスターズ・リーグ（2022年、ウィニー）[21]
- ガーディアンと魔法の虎（2024年、ラーヴ）[22]
- つよいぞ！のりものモンスター（2024年、アクセル）[23]

### ドラマCD
- 薬屋のひとりごと（2021年、桜花）

### 舞台
- ジョン万次郎（2018年、アルバーティナ）

### テレビドラマ
- ポリス×戦士 ラブパトリーナ!（2020年、ラブピョコ）[24]

### ラジオ
※はインターネット配信。
- 炎炎ノラジヲ（2019年、Radiotalk※）[25]

### ゲーム
- CARAVAN STORIES（2020年、茉希尾瀬[26]）
- 彼女、お借りします ヒロインオールスターズ（2021年、茉希尾瀬[27]）
- 共闘ことばRPG コトダマン（2022年、茉希尾瀬[28]）
- けものフレンズ3（2023年、エジプトガン）
- モンスターストライク（2024年、茉希尾瀬[29]）

### シリーズ一覧
1. ↑  第1期（2019年）、第2期『弐ノ章』（2020年）、第3期『参ノ章』第1クール（2025年）